# Stanisław Wyłupek
Stanisław Wyłupek (ur. 30 marca 1923 w Łęce – obecnie część Dąbrowy Górniczej, zm. 5 lipca 2015 w Warszawie) – polski inżynier i urzędnik państwowy, w 1981 minister przemysłu maszyn ciężkich i rolniczych.

## Życiorys
Był synem Rozalii i Jana. W latach 1940–1945 pracował jako elektomonter w Hucie Bankowej w Dąbrowie Górniczej. Następnie jako elektrotechnik pracował w Społecznym Przedsiębiorstwie Budowlanym Sopot. W 1947 również jako elektrotechnik pracował w Elektrowniach Górnośląskich w Gliwicach, a następnie do 1949 był kierownikiem działu w Zjednoczonym Przedsiębiorstwie Górniczo-Wiertniczym w Katowicach. W 1957 ukończył jako magister inżynier elektryk Politechnikę Warszawską. W latach 1959–1964 dyrektor naczelny Fabryki Wyrobów Precyzyjnych im. gen. Świerczewskiego, a następnie do 1968 dyrektor naczelny Zjednoczenia Przemysłu Obrabiarek i Narzędzi w Warszawie.
Od 19 stycznia 1945 należał do Polskiej Partii Robotniczej, a następnie do Polskiej Zjednoczonej Partii Robotniczej. W latach 1949–1950 był kierownikiem Wydziału Kadr w Komitecie Miejskim w Katowicach, a następnie do 1959 sprawował różne funkcje w Komitecie Centralnym PZPR.
Od 15 grudnia 1967 do 31 lipca 1973 był podsekretarzem stanu w resorcie przemysłu maszynowego, a następnie do 12 lutego 1981 podsekretarzem stanu w resorcie łączności. W okresie od 12 lutego 1981 do 3 lipca 1981 był ministrem przemysłu maszyn ciężkich i rolniczych w rządzie Wojciecha Jaruzelskiego. Od 6 sierpnia 1981 do 12 marca 1982 był pierwszym zastępcą ministra w resorcie hutnictwa i przemysłu maszynowego, a następnie do 31 sierpnia 1984 – zastępcą przewodniczącego Komisji Planowania przy Radzie Ministrów. Od 1 września 1984 do 15 lutego 1989 był zastępcą Stałego Przedstawiciela Polski w Radzie Wzajemnej Pomocy Gospodarczej.
W 1983 został wybrany w skład Prezydium Zarządu Głównego Towarzystwa Przyjaźni Polsko-Radzieckiej.

## Odznaczenia
- Krzyż Komandorski Orderu Odrodzenia Polski (1969)[5]